# Villa Keller
La Villa Keller che si trova a Monza, in via Alessandro Volta 12, fa parte dei Beni Culturali della Regione Lombardia.

## Storia
La villa fu costruita per volere della marchesa Giustina Lambertenghi Recalcati (1743-1825). La marchesa, che aveva avuto un unico figlio, Carlo (1777-1797) deceduto a soli vent'anni, alla sua morte lasciò le ville di Monza ai parenti Melzi di Cusano. 
Il nuovo proprietario fu il conte Giovanni Antonio Melzi, che ampliò il giardino della proprietà sino all'attuale viale Regina Margherita. 
Nel 1865 la famiglia Melzi vendette la villa al principe Alfonso Serafino di Porcia (1801-1876). I pettegolezzi dell'epoca affermano che il principe fosse l'amante della contessa Eugenia Vimercati Sanseverino Attendolo Bolognini (poi sua moglie) e padre naturale della duchessa Eugenia Attendolo Bolognini Litta, ufficialmente figlia del suo primo marito, da cui era di fatto separata. 
Nel 1885 fu acquistata da Robert Keller, industriale tessile originario di Zurigo e padre della pittrice Elisabetta Keller
In una porzione di Villa Keller, oggi riconoscibile nella portineria, Pompeo Mariani stabilì il suo studio di pittura dal 1886 al 1907. 
Elisabetta Keller, figlia del proprietario della villa, sposò nel 1915 Giovanni Battista Pitscheider, nipote del pittore in quanto figlio di Anna Mariani Pitscheider, sorella di Pompeo e nipote del famoso Mosè Bianchi. 

A memoria del luogo dello studio di Pompeo Mariani il Comune di Monza pose nel 1958 una targa commemorativa sulla via Volta.

## Architettura
La villa è un edificio sito in Monza, in corrispondenza del civico via Volta 12, ma è alquanto difficile da accedervi poiché le vicende edilizie della città hanno portato a rinchiuderlo tra altri fabbricati più recenti.
Si presenta con un aspetto neoclassico con una facciata a due piani, con paraste doriche e timpano. Il piano terreno è rivestito da un paramento a bugnato. La sua epoca di costruzione è compresa tra il primo quarto del XVIII secolo ed il terzo quarto del XIX secolo.